# Darlinghurst
Darlinghurst är en del av en befolkad plats i Australien. Den ligger i kommunen City of Sydney och delstaten New South Wales, i den sydöstra delen av landet, nära delstatshuvudstaden Sydney. Antalet invånare är 10 128.
Trakten är tätbefolkad. Närmaste större samhälle är Sydney, nära Darlinghurst. 
Runt Darlinghurst är det i huvudsak tätbebyggt. Genomsnittlig årsnederbörd är 1 380 millimeter. Den regnigaste månaden är februari, med i genomsnitt 200 mm nederbörd, och den torraste är juli, med 36 mm nederbörd.